# Gvaranščina
Gvaranščina (Guaraní) je danes eden najbolj govorjenih avtohtonih jezikov v Južni Ameriki. Bila je jezik velikega ljudstva Gvaranov, ki so živeli ob rekah Rio de la Plata in Paragvaj ter na atlantski obali, in je služila kot sporazumevalni jezik v portugalski koloniji Braziliji ter v jezuitski državi v vzhodu današnje države Paragvaj. Medtem ko je bila skoraj popolnoma spodrinjena v neodvisni Braziliji, je obdržala zelo močen položaj v Paragvaju, kamor se je selilo razmeroma malo evropskih priseljencev in kjer jo govori še danes velika večina mestiškega prebivalstva. Že nekaj let ima tudi uraden položaj v Paragvaju.
Med svetovnima prvenstvoma v nogometu 1998 in 2002 sta paragvajska in španska reprezentanca igrali v isti predtekmovalni skupini. Da Španci ne bi mogli razumeti komunikacije med trenerjem in igralci, so se Paragvajci namerno sporazumevali v gvaranščini.